# Fioringras
Fioringras of wit struisgras (Agrostis stolonifera) is een plantensoort uit het geslacht struisgras (Agrostis).

## Determinatie
Fioringras is een vaste plant die dichte matten kan vormen. De plant wordt 8–40 cm hoog. Ze vormt geen of vrij korte wortelstokken en heeft lange, bebladerde, bovengrondse uitlopers. De grijs- of blauwgroene, ruwe bladeren zijn 2–5 mm breed en tot 10 cm lang. Het jonge blad is opgerold. Het tongetje is 2–6 mm lang.
Fioringras bloeit van juni tot september met 1–13 cm lange en 0,4–2,5 brede pluimen met drie tot zeven zijassen. Alleen tijdens de bloei staan de zijassen uitgespreid. De gladde, onbehaarde halm heeft 2–5 knopen. Op de onderste knopen ontstaan wortels en nieuwe scheuten. De lancet-spitsvormige, 2–3 mm lange, gladde, onbehaarde aartjes bestaan uit één bloempje. De violette kelkkafjes zijn eennervig en evenlang als het aartje. Het 2 mm lange, bovenste kroonkafje is vijfnervig en ongenaald. Het onderste kroonkafje is 1–1,5 mm lang. De bleekgele helmhokjes zijn 1–1,5 mm lang.
De vrucht is een 2 mm lange graanvrucht. De plant heeft 2n = 28 of 42 chromosomen.

## Ecologie
Fioringras komt voor op eutrofe, natte tot vochtige, zowel zoete als zilte gronden. Doorgaans gaat het om relatief zuurstofarme bodems. Soms kan ze ook vlottend in ondiep water optreden.

### Syntaxonomie
Fioringras bereikt haar optimum in de naar vernoemde fioringras-orde in de weegbree-klasse. Ook komt ze veel voor in de tandzaad-klasse.

## Gebruik
Fioringras kan voor gazons gebruikt worden.

## Fotogalerij

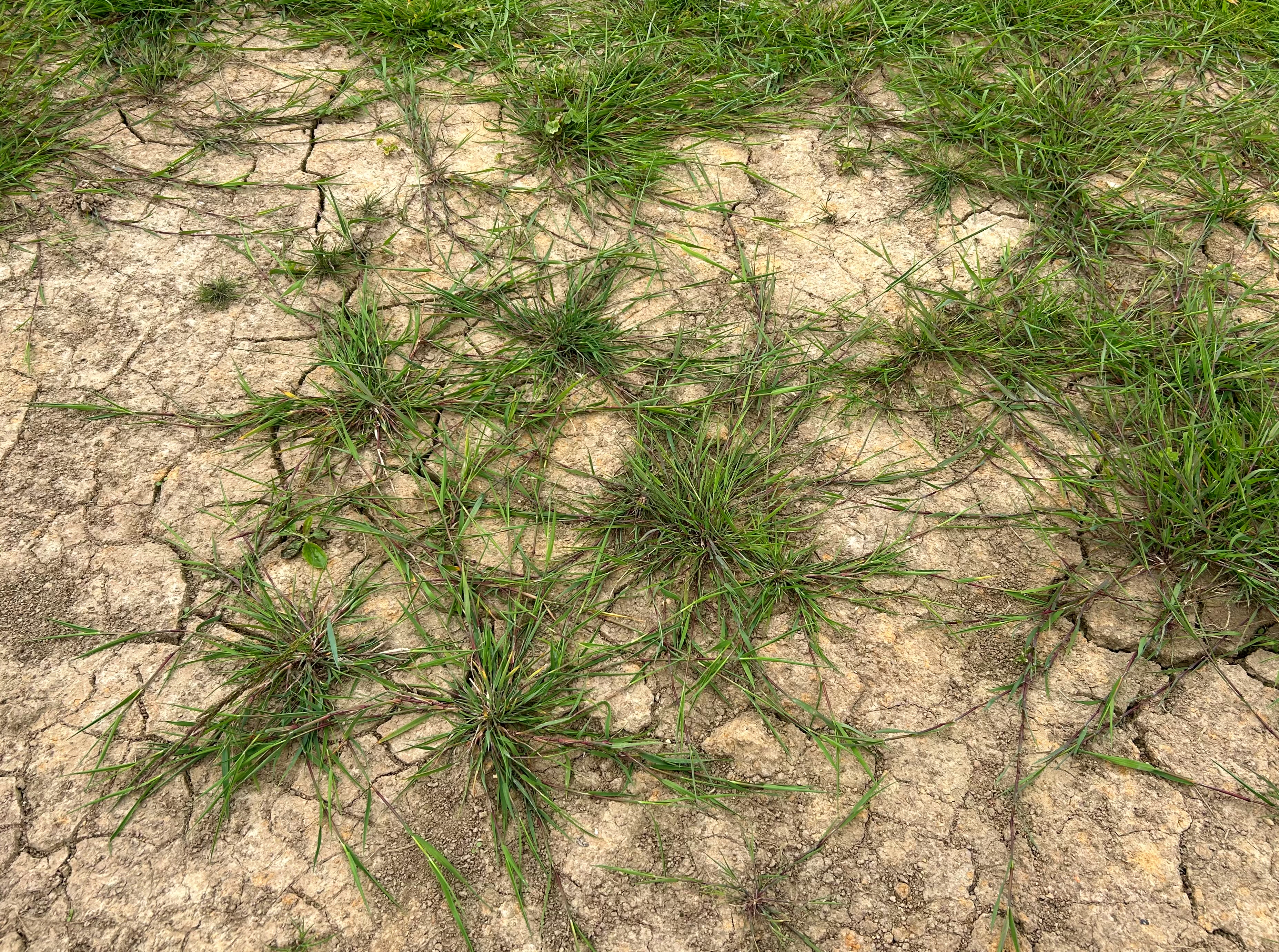
Beginnende matten op een pionierplek met een verslempte bodem
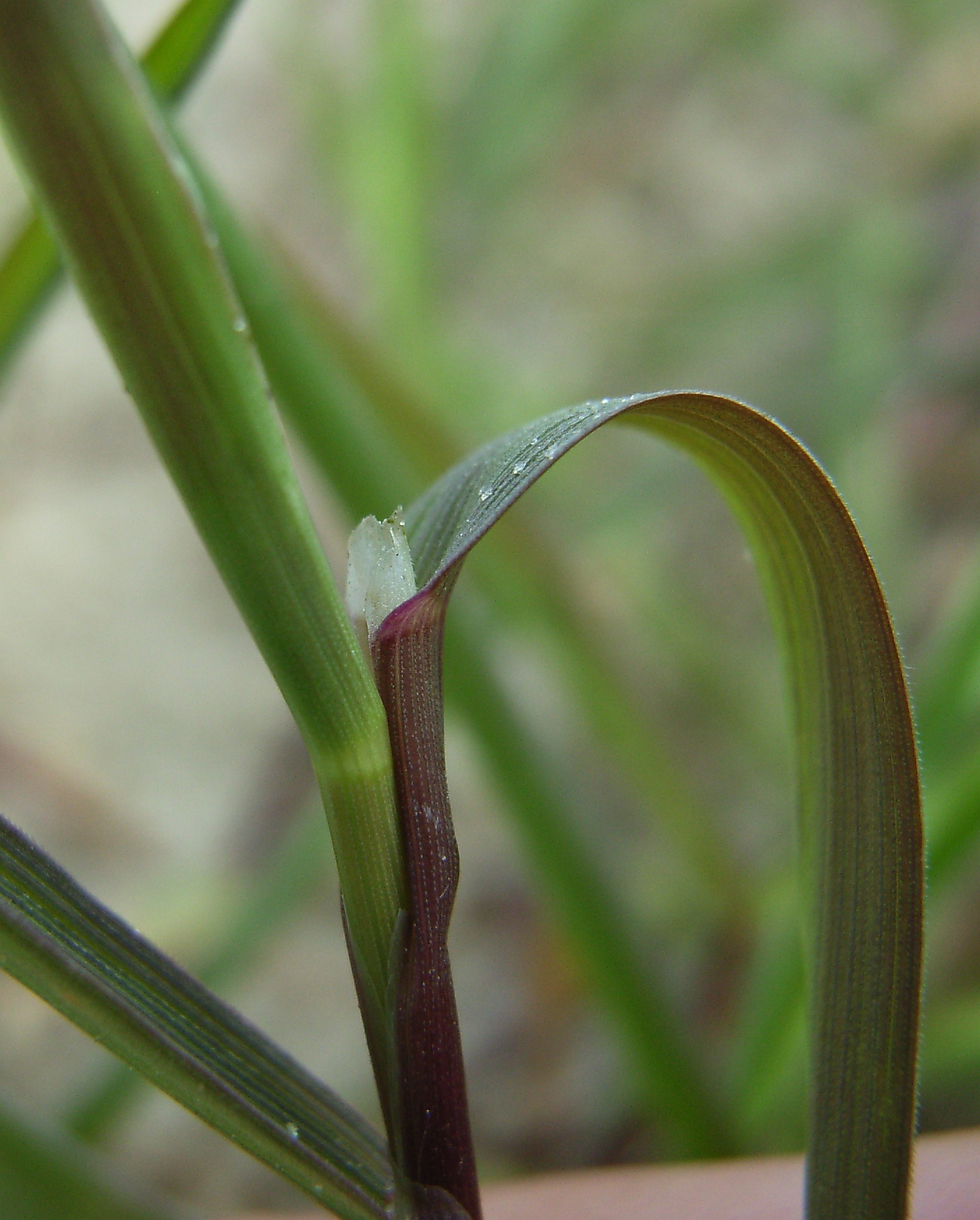
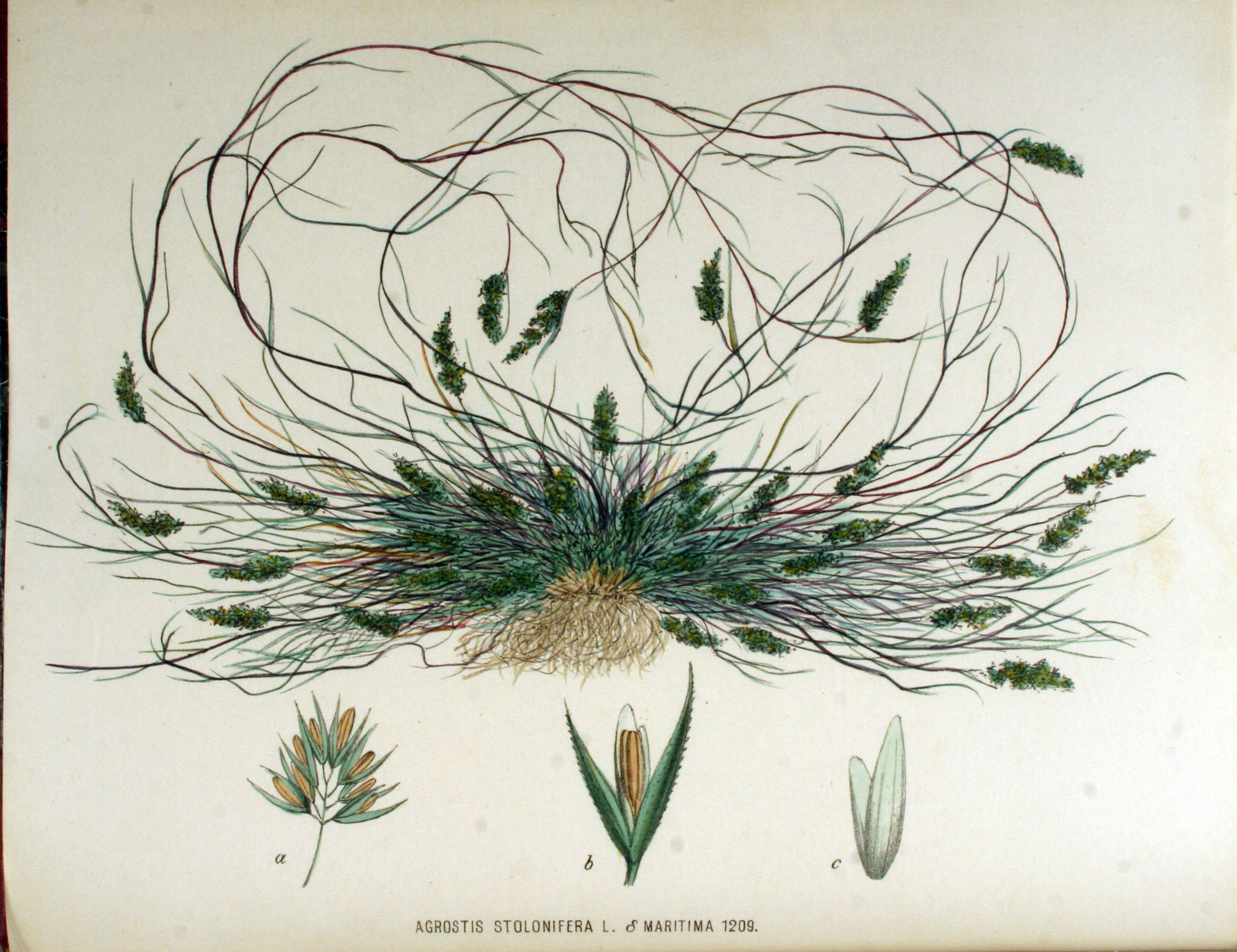
Flora Batava
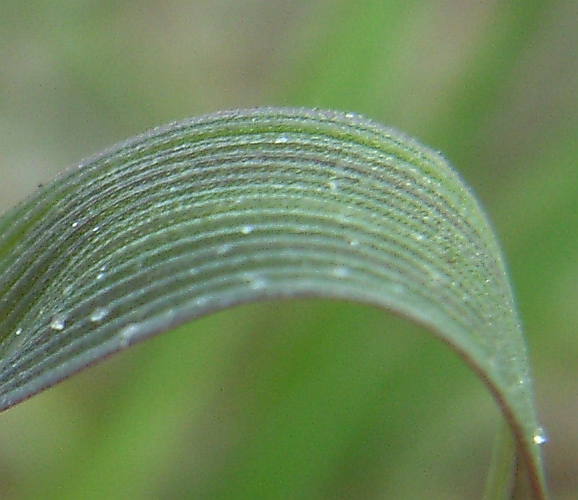
Bladoppervlak
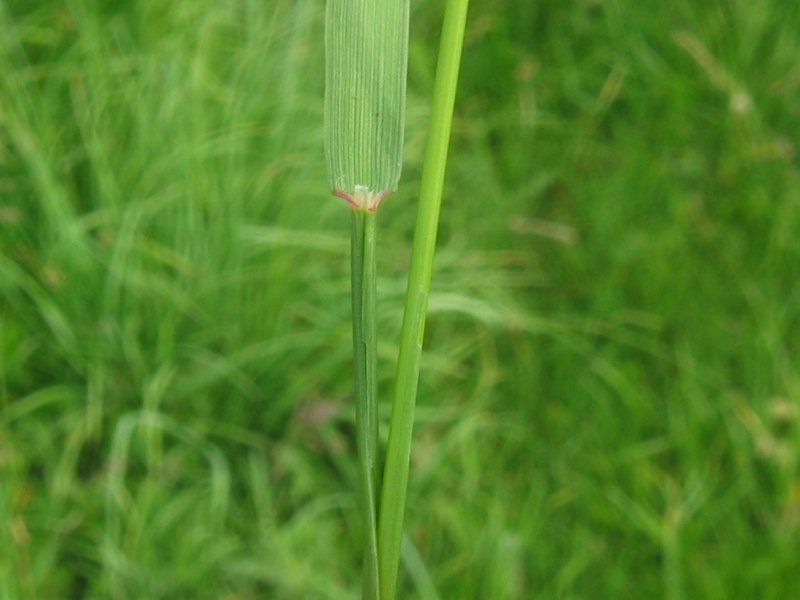
Bladschede met tongetje
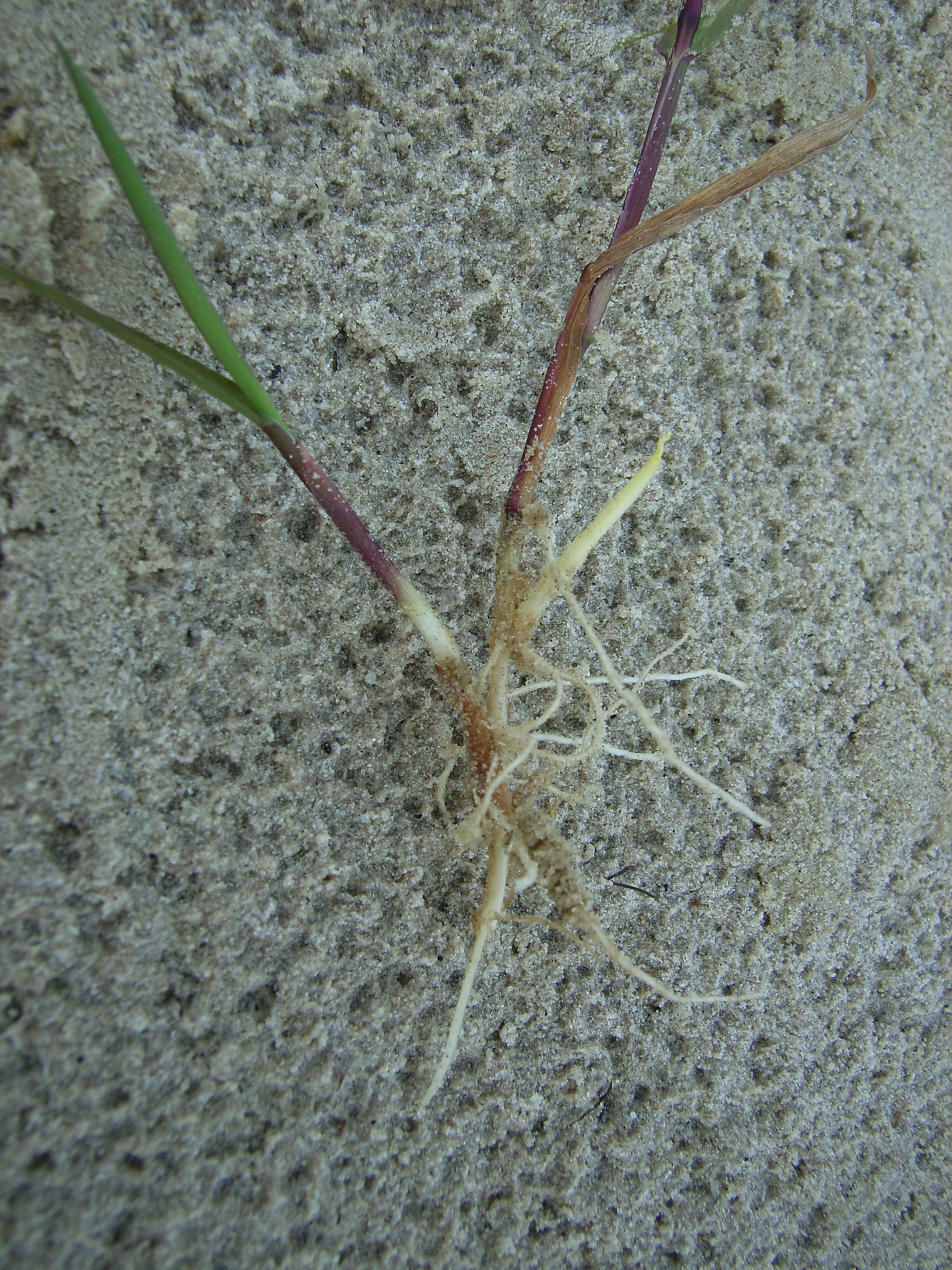
Wortelstok
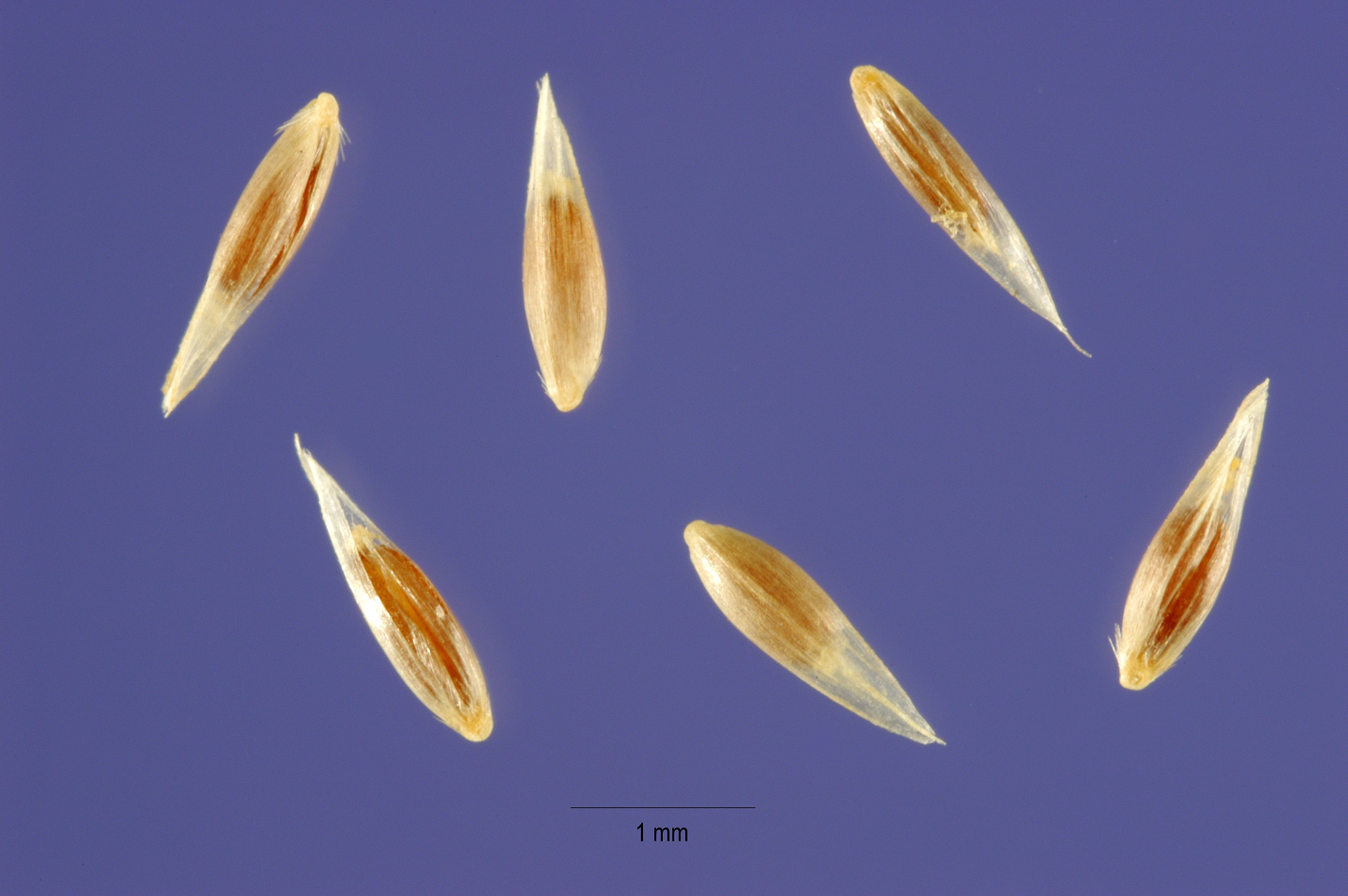
Vruchten (zaden)